# Сариозек (Мойинкумський район)
Сариозе́к (каз. Сарыөзек) — село у складі Мойинкумського району Жамбильської області Казахстану. Входить до складу Карабогетського сільського округу.
Населення — 346 осіб (2021; 382 у 2009, 277 у 1999, 717 у 1989).